# Cinnamomum oliveri
Cinnamomum oliveri är en lagerväxtart som beskrevs av Frederick Manson Bailey. Cinnamomum oliveri ingår i släktet Cinnamomum och familjen lagerväxter. Inga underarter finns listade i Catalogue of Life.